# NFL 2003
Die NFL-Saison 2003 war die 84. Saison im American Football in der National Football League (NFL). Die Regular Season begann am 4. September 2003 und endete am 28. Dezember 2003.
Die Saison endete mit dem Pro Bowl am 8. Februar 2004 im Aloha Stadium in Honolulu, Hawaii.
Die Philadelphia Eagles spielten ihre erste Saison im neuen Lincoln Financial Field.
Insgesamt sahen 21.505.138 Personen die Spiele, davon in der Regular Season 16.833.310. In der letzten Spielwoche sahen 1.106.818 Menschen die Spiele in den Stadien. Damit wurden neue Rekord-Werte erreicht.

## NFL Draft

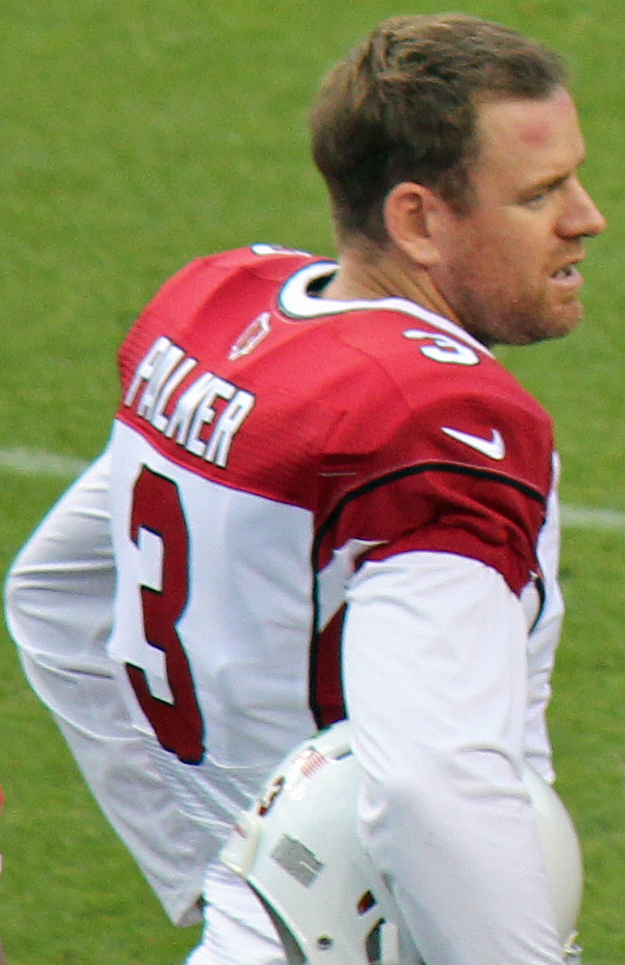
Carson Palmer wurde als erster Spieler im NFL Draft 2003 ausgewählt.

Der NFL Draft 2003 fand vom 26. bis 27. April im Madison Square Garden in New York statt. Der Draft lief über sieben Runden, in denen 262 Spieler ausgewählt wurden. Da die Cincinnati Bengals in der abgelaufenen Saison den schlechtesten Record aufwiesen, hatten sie das Recht, den ersten Spieler im Draft auswählen. Mit dem Erstrunden-Pick wählten sie den Quarterback Carson Palmer von der University of Southern California.

Der 2003er Draft ist der jüngste Draft, in dem alle ausgewählten Spieler vom Profisport zurückgetreten sind. (Stand: Ende der Saison 2021) Der letzte verbliebene aktive Spieler aus diesem Draft war der Tight End Jason Witten, der in der dritten Runde von den Dallas Cowboys gedraftet wurde. Sein letztes Spiel absolvierte er 2020 für die Las Vegas Raiders.

## Regular Season
Die Regular Season begann am 4. September 2003. Sie umfasste 256 Spiele, die in 17 Spielwochen ausgetragen wurden, wobei jedes Team 16 Spiele absolvierte und eine spielfreie Woche (Bye Week) zwischen der dritten und der zehnten Woche hatte. Nach der 17. Spielwoche sahen die Tabellen wie folgt aus:

### Abschlusstabellen

#### Divisions
| AFC East             | AFC East | AFC East | AFC East | AFC East | AFC East | AFC East | AFC East | AFC East |
| Team                 | S        | N        | U        | SQ       | P+       | P−       | DIV      | CONF     |
| -------------------- | -------- | -------- | -------- | -------- | -------- | -------- | -------- | -------- |
| New England Patriots | 14       | 2        | 0        | 0,875    | 348      | 238      | 5–1      | 11–1     |
| Miami Dolphins       | 10       | 6        | 0        | 0,625    | 311      | 261      | 4–2      | 7–5      |
| Buffalo Bills        | 6        | 10       | 0        | 0,375    | 243      | 279      | 2–4      | 4–8      |
| New York Jets        | 6        | 10       | 0        | 0,375    | 283      | 299      | 1–5      | 6–6      |

| NFC East            | NFC East | NFC East | NFC East | NFC East | NFC East | NFC East | NFC East | NFC East |
| Team                | S        | N        | U        | SQ       | P+       | P−       | DIV      | CONF     |
| ------------------- | -------- | -------- | -------- | -------- | -------- | -------- | -------- | -------- |
| Philadelphia Eagles | 12       | 4        | 0        | 0,750    | 374      | 287      | 5–1      | 9–3      |
| Dallas Cowboys      | 10       | 6        | 0        | 0,625    | 289      | 260      | 5–1      | 8–4      |
| Washington Redskins | 5        | 11       | 0        | 0,312    | 287      | 372      | 1–5      | 3–9      |
| New York Giants     | 4        | 12       | 0        | 0,250    | 243      | 387      | 1–5      | 3–9      |

| AFC North           | AFC North | AFC North | AFC North | AFC North | AFC North | AFC North | AFC North | AFC North |
| Team                | S         | N         | U         | SQ        | P+        | P−        | DIV       | CONF      |
| ------------------- | --------- | --------- | --------- | --------- | --------- | --------- | --------- | --------- |
| Baltimore Ravens    | 10        | 6         | 0         | 0,625     | 391       | 281       | 4–2       | 7–5       |
| Cincinnati Bengals  | 8         | 8         | 0         | 0,500     | 346       | 384       | 3–3       | 6–6       |
| Pittsburgh Steelers | 6         | 10        | 0         | 0,375     | 300       | 327       | 3–3       | 5–7       |
| Cleveland Browns    | 5         | 11        | 0         | 0,312     | 254       | 322       | 2–4       | 3–9       |

| NFC North         | NFC North | NFC North | NFC North | NFC North | NFC North | NFC North | NFC North | NFC North |
| Team              | S         | N         | U         | SQ        | P+        | P−        | DIV       | CONF      |
| ----------------- | --------- | --------- | --------- | --------- | --------- | --------- | --------- | --------- |
| Green Bay Packers | 10        | 6         | 0         | 0,625     | 442       | 307       | 4–2       | 7–5       |
| Minnesota Vikings | 9         | 7         | 0         | 0,562     | 416       | 353       | 4–2       | 7–5       |
| Chicago Bears     | 7         | 9         | 0         | 0,438     | 283       | 346       | 2–4       | 4–8       |
| Detroit Lions     | 5         | 11        | 0         | 0,312     | 270       | 379       | 2–4       | 4–8       |

| AFC South            | AFC South | AFC South | AFC South | AFC South | AFC South | AFC South | AFC South | AFC South |
| Team                 | S         | N         | U         | SQ        | P+        | P−        | DIV       | CONF      |
| -------------------- | --------- | --------- | --------- | --------- | --------- | --------- | --------- | --------- |
| Indianapolis Colts   | 12        | 4         | 0         | 0,750     | 447       | 336       | 5–1       | 9–3       |
| Tennessee Titans     | 12        | 4         | 0         | 0,750     | 435       | 324       | 4–2       | 8–4       |
| Jacksonville Jaguars | 5         | 11        | 0         | 0,312     | 276       | 331       | 2–4       | 3–9       |
| Houston Texans       | 5         | 11        | 0         | 0,312     | 255       | 380       | 1–5       | 3–9       |

| NFC South            | NFC South | NFC South | NFC South | NFC South | NFC South | NFC South | NFC South | NFC South |
| Team                 | S         | N         | U         | SQ        | P+        | P−        | DIV       | CONF      |
| -------------------- | --------- | --------- | --------- | --------- | --------- | --------- | --------- | --------- |
| Carolina Panthers    | 11        | 5         | 0         | 0,688     | 325       | 304       | 5–1       | 9–3       |
| New Orleans Saints   | 8         | 8         | 0         | 0,500     | 340       | 326       | 3–3       | 7–5       |
| Tampa Bay Buccaneers | 7         | 9         | 0         | 0,438     | 301       | 264       | 2–4       | 6–6       |
| Atlanta Falcons      | 5         | 11        | 0         | 0,312     | 299       | 422       | 2–4       | 4–8       |

| AFC West           | AFC West | AFC West | AFC West | AFC West | AFC West | AFC West | AFC West | AFC West |
| Team               | S        | N        | U        | SQ       | P+       | P−       | DIV      | CONF     |
| ------------------ | -------- | -------- | -------- | -------- | -------- | -------- | -------- | -------- |
| Kansas City Chiefs | 13       | 3        | 0        | 0,812    | 484      | 332      | 5–1      | 10–2     |
| Denver Broncos     | 10       | 6        | 0        | 0,625    | 381      | 301      | 5–1      | 9–3      |
| Oakland Raiders    | 4        | 12       | 0        | 0,250    | 270      | 379      | 1–5      | 3–9      |
| San Diego Chargers | 4        | 12       | 0        | 0,250    | 313      | 441      | 1–5      | 2–10     |

| NFC West            | NFC West | NFC West | NFC West | NFC West | NFC West | NFC West | NFC West | NFC West |
| Team                | S        | N        | U        | SQ       | P+       | P−       | DIV      | CONF     |
| ------------------- | -------- | -------- | -------- | -------- | -------- | -------- | -------- | -------- |
| St. Louis Rams      | 12       | 4        | 0        | 0,750    | 447      | 328      | 4–2      | 8–4      |
| Seattle Seahawks    | 10       | 6        | 0        | 0,625    | 404      | 327      | 5–1      | 8–4      |
| San Francisco 49ers | 7        | 9        | 0        | 0,438    | 384      | 337      | 2–4      | 6–6      |
| Arizona Cardinals   | 4        | 12       | 0        | 0,250    | 225      | 452      | 1–5      | 3–9      |

#### Conferences
| AFC              | AFC                  | AFC              | AFC              | AFC              | AFC              | AFC              | AFC              |
| Rang             | Team                 | Division         | S                | N                | U                | SQ               | CONF             |
| Division leaders | Division leaders     | Division leaders | Division leaders | Division leaders | Division leaders | Division leaders | Division leaders |
| ---------------- | -------------------- | ---------------- | ---------------- | ---------------- | ---------------- | ---------------- | ---------------- |
| 1                | New England Patriots | East             | 14               | 2                | 0                | 0,875            | 11–1             |
| 2                | Kansas City Chiefs   | West             | 13               | 3                | 0                | 0,812            | 10–2             |
| 3                | Indianapolis Colts   | South            | 12               | 4                | 0                | 0,750            | 9–3              |
| 4                | Baltimore Ravens     | North            | 10               | 6                | 0                | 0,625            | 7–5              |
| Wild Cards       |                      |                  |                  |                  |                  |                  |                  |
| 5                | Tennessee Titans     | South            | 12               | 4                | 0                | 0,750            | 8–4              |
| 6                | Denver Broncos       | West             | 10               | 6                | 0                | 0,625            | 9–3              |
| Ausgeschieden    |                      |                  |                  |                  |                  |                  |                  |
| 7                | Miami Dolphins       | East             | 10               | 6                | 0                | 0,625            | 7–5              |
| 8                | Cincinnati Bengals   | North            | 8                | 8                | 0                | 0,500            | 6–6              |
| 9                | Pittsburgh Steelers  | North            | 6                | 10               | 0                | 0,375            | 5–7              |
| 10               | Buffalo Bills        | East             | 6                | 10               | 0                | 0,375            | 4–8              |
| 11               | New York Jets        | East             | 6                | 10               | 0                | 0,375            | 6–6              |
| 12               | Jacksonville Jaguars | South            | 5                | 11               | 0                | 0,312            | 3–9              |
| 13               | Cleveland Browns     | North            | 5                | 11               | 0                | 0,312            | 3–9              |
| 14               | Houston Texans       | South            | 5                | 11               | 0                | 0,312            | 3–9              |
| 15               | Oakland Raiders      | West             | 4                | 12               | 0                | 0,250            | 3–9              |
| 16               | San Diego Chargers   | West             | 4                | 12               | 0                | 0,250            | 2–10             |

| NFC              | NFC                  | NFC              | NFC              | NFC              | NFC              | NFC              | NFC              |
| Rang             | Team                 | Division         | S                | N                | U                | SQ               | CONF             |
| Division leaders | Division leaders     | Division leaders | Division leaders | Division leaders | Division leaders | Division leaders | Division leaders |
| ---------------- | -------------------- | ---------------- | ---------------- | ---------------- | ---------------- | ---------------- | ---------------- |
| 1                | Philadelphia Eagles  | East             | 12               | 4                | 0                | 0,750            | 9–3              |
| 2                | St. Louis Rams       | West             | 12               | 4                | 0                | 0,750            | 8–4              |
| 3                | Carolina Panthers    | South            | 11               | 5                | 0                | 0,688            | 9–3              |
| 4                | Green Bay Packers    | North            | 10               | 6                | 0                | 0,625            | 7–5              |
| Wild Cards       |                      |                  |                  |                  |                  |                  |                  |
| 5                | Seattle Seahawks     | West             | 10               | 6                | 0                | 0,625            | 8–4              |
| 6                | Dallas Cowboys       | East             | 10               | 6                | 0                | 0,625            | 8–4              |
| Ausgeschieden    |                      |                  |                  |                  |                  |                  |                  |
| 7                | Minnesota Vikings    | North            | 9                | 7                | 0                | 0,562            | 7–5              |
| 8                | New Orleans Saints   | South            | 8                | 8                | 0                | 0,500            | 7–5              |
| 9                | San Francisco 49ers  | West             | 7                | 9                | 0                | 0,438            | 6–6              |
| 10               | Tampa Bay Buccaneers | South            | 7                | 9                | 0                | 0,438            | 6–6              |
| 11               | Chicago Bears        | North            | 7                | 9                | 0                | 0,438            | 4–8              |
| 12               | Atlanta Falcons      | South            | 5                | 11               | 0                | 0,312            | 4–8              |
| 13               | Detroit Lions        | North            | 5                | 11               | 0                | 0,312            | 4–8              |
| 14               | Washington Redskins  | East             | 5                | 11               | 0                | 0,312            | 3–9              |
| 15               | New York Giants      | East             | 4                | 12               | 0                | 0,250            | 3–9              |
| 16               | Arizona Cardinals    | West             | 4                | 12               | 0                | 0,250            | 3–9              |

 Playoff Qualifikation

Quelle: nfl.com
Legende:
| Siege              | Niederlagen           | Unentschieden      | SQ gewonnene Spiele (relativ)                       | DIV Gewonnene / verlorene Spiele in der Division |
| P+ gemachte Punkte | P− gegnerische Punkte | Playoff-Teilnehmer | CONF Gewonnene / verlorene Spiele in der Conference |                                                  |

Tie-Breaker 2003
- Denver sicherte sich den zweiten und letzten AFC Wild Card Platz vor Miami aufgrund ihrer besseren Conference-Bilanz (9–3 gegenüber 7–3 von Miami).
- Buffalo beendete die Saison vor den New York Jets in der AFC East aufgrund ihrer besseren Division-Bilanz (2–4 gegenüber 1–5 der New York Jet).
- Indianapolis beendete die Saison vor Tennessee in der AFC South aufgrund ihrer zwei direkten Siege.
- Jacksonville beendete die Saison vor Houston in der AFC South aufgrund ihrer besseren Division-Bilanz (2–4 gegenüber 1–5 von Houston).
- Oakland beendete die Saison vor San Diego in der AFC West aufgrund ihrer besseren Conference-Bilanz (3–9 gegenüber 2–10 von San Diego).
- Philadelphia sicherten sich den ersten Platz in der Play-off-Setzliste der NFC vor St. Louis aufgrund ihrer besseren Conference-Bilanz (9–3 gegenüber 8–4 von St. Louis).
- Seattle sicherte sich den ersten NFC Wild-Card Platz vor Dallas, da ihr strength of victory (SOV) höher ausfiel, als der von Dallas (0,406 gegenüber 0,388).

## Play-offs
|  | Wild Card Round                      | Wild Card Round              | Wild Card Round              |                                |              | Divisional Round              | Divisional Round                     | Divisional Round                     |                                      |  | Conference Championships | Conference Championships | Conference Championships |  |  | Super Bowl | Super Bowl | Super Bowl |
|  |                                      |                              |                              |                                |              |                               |                                      |                                      |                                      |  |                          |                          |                          |  |  |            |            |            |
|  | 3. Januar – M&T Bank Stadium         | 3. Januar – M&T Bank Stadium | 3. Januar – M&T Bank Stadium |                                |              | 10. Januar – Gillette Stadium | 10. Januar – Gillette Stadium        | 10. Januar – Gillette Stadium        |                                      |  |                          |                          |                          |  |  |            |            |            |
|  | 3. Januar – M&T Bank Stadium         | 3. Januar – M&T Bank Stadium | 3. Januar – M&T Bank Stadium | 1                              | New England  | 17                            |                                      |                                      |                                      |  |                          |                          |                          |  |  |            |            |            |
|  | 4                                    | Baltimore                    | 17                           | 1                              | New England  | 17                            | 18. Januar – Gillette Stadium        | 18. Januar – Gillette Stadium        | 18. Januar – Gillette Stadium        |  |                          |                          |                          |  |  |            |            |            |
|  | 4                                    | Baltimore                    | 17                           | 5                              | Tennessee    | 14                            | 18. Januar – Gillette Stadium        | 18. Januar – Gillette Stadium        | 18. Januar – Gillette Stadium        |  |                          |                          |                          |  |  |            |            |            |
|  | 5                                    | Tennessee                    | 20                           | 5                              | Tennessee    | 14                            | 18. Januar – Gillette Stadium        | 18. Januar – Gillette Stadium        | 18. Januar – Gillette Stadium        |  |                          |                          |                          |  |  |            |            |            |
|  | 5                                    | Tennessee                    | 20                           | 11. Januar – Arrowhead Stadium |              |                               | 18. Januar – Gillette Stadium        | 18. Januar – Gillette Stadium        | 18. Januar – Gillette Stadium        |  |                          |                          |                          |  |  |            |            |            |
|  |                                      |                              |                              | 1                              | New England  | 24                            |                                      |                                      |                                      |  |                          |                          |                          |  |  |            |            |            |
|  | AFC                                  |                              |                              | 1                              | New England  | 24                            |                                      |                                      |                                      |  |                          |                          |                          |  |  |            |            |            |
|  |                                      | 3                            | Indianapolis                 | 14                             |              |                               |                                      |                                      |                                      |  |                          |                          |                          |  |  |            |            |            |
|  | 4. Januar – RCA Dome                 | 3                            | Indianapolis                 | 14                             |              |                               |                                      |                                      |                                      |  |                          |                          |                          |  |  |            |            |            |
|  | AFC Championship                     |                              |                              |                                |              |                               |                                      |                                      |                                      |  |                          |                          |                          |  |  |            |            |            |
|  | 2                                    | Kansas City                  | 31                           |                                |              |                               |                                      |                                      |                                      |  |                          |                          |                          |  |  |            |            |            |
|  | 2                                    | Kansas City                  | 31                           | 3                              | Indianapolis | 41                            | 1. Februar – Reliant Stadium         | 1. Februar – Reliant Stadium         | 1. Februar – Reliant Stadium         |  |                          |                          |                          |  |  |            |            |            |
|  | 3                                    | Indianapolis                 | 38                           | 3                              | Indianapolis | 41                            | 1. Februar – Reliant Stadium         | 1. Februar – Reliant Stadium         | 1. Februar – Reliant Stadium         |  |                          |                          |                          |  |  |            |            |            |
|  | 3                                    | Indianapolis                 | 38                           | 6                              | Denver       | 10                            | 1. Februar – Reliant Stadium         | 1. Februar – Reliant Stadium         | 1. Februar – Reliant Stadium         |  |                          |                          |                          |  |  |            |            |            |
|  | 11. Januar – Lincoln Financial Field |                              |                              | 6                              | Denver       | 10                            | 1. Februar – Reliant Stadium         | 1. Februar – Reliant Stadium         | 1. Februar – Reliant Stadium         |  |                          |                          |                          |  |  |            |            |            |
|  | 4. Januar – Lambeau Field            | 4. Januar – Lambeau Field    | 4. Januar – Lambeau Field    | A1                             | New England  | 32                            |                                      |                                      |                                      |  |                          |                          |                          |  |  |            |            |            |
|  | 4. Januar – Lambeau Field            | 4. Januar – Lambeau Field    | 4. Januar – Lambeau Field    | A1                             | New England  | 32                            |                                      |                                      |                                      |  |                          |                          |                          |  |  |            |            |            |
|  | 4. Januar – Lambeau Field            | 4. Januar – Lambeau Field    | 4. Januar – Lambeau Field    |                                | N3           | Carolina                      | 29                                   |                                      |                                      |  |                          |                          |                          |  |  |            |            |            |
|  | 4. Januar – Lambeau Field            | 4. Januar – Lambeau Field    | 4. Januar – Lambeau Field    |                                | N3           | Carolina                      | 29                                   |                                      |                                      |  |                          |                          |                          |  |  |            |            |            |
|  | 4. Januar – Lambeau Field            | 4. Januar – Lambeau Field    | 4. Januar – Lambeau Field    | Super Bowl XXXVIII             |              |                               |                                      |                                      |                                      |  |                          |                          |                          |  |  |            |            |            |
|  | 4. Januar – Lambeau Field            | 4. Januar – Lambeau Field    | 4. Januar – Lambeau Field    | 1                              | Philadelphia | 20*                           |                                      |                                      |                                      |  |                          |                          |                          |  |  |            |            |            |
|  | 4                                    | Green Bay                    | 33*                          | 1                              | Philadelphia | 20*                           | 18. Januar – Lincoln Financial Field | 18. Januar – Lincoln Financial Field | 18. Januar – Lincoln Financial Field |  |                          |                          |                          |  |  |            |            |            |
|  | 4                                    | Green Bay                    | 33*                          | 4                              | Green Bay    | 17                            | 18. Januar – Lincoln Financial Field | 18. Januar – Lincoln Financial Field | 18. Januar – Lincoln Financial Field |  |                          |                          |                          |  |  |            |            |            |
|  | 5                                    | Seattle                      | 27                           | 4                              | Green Bay    | 17                            | 18. Januar – Lincoln Financial Field | 18. Januar – Lincoln Financial Field | 18. Januar – Lincoln Financial Field |  |                          |                          |                          |  |  |            |            |            |
|  | 5                                    | Seattle                      | 27                           | 10. Januar – Edward Jones Dome |              |                               | 18. Januar – Lincoln Financial Field | 18. Januar – Lincoln Financial Field | 18. Januar – Lincoln Financial Field |  |                          |                          |                          |  |  |            |            |            |
|  |                                      |                              |                              | 1                              | Philadelphia | 3                             |                                      |                                      |                                      |  |                          |                          |                          |  |  |            |            |            |
|  | NFC                                  |                              |                              | 1                              | Philadelphia | 3                             |                                      |                                      |                                      |  |                          |                          |                          |  |  |            |            |            |
|  |                                      | 3                            | Carolina                     | 14                             |              |                               |                                      |                                      |                                      |  |                          |                          |                          |  |  |            |            |            |
|  | 3. Januar – Bank of America Stadium  | 3                            | Carolina                     | 14                             |              |                               |                                      |                                      |                                      |  |                          |                          |                          |  |  |            |            |            |
|  | NFC Championship                     |                              |                              |                                |              |                               |                                      |                                      |                                      |  |                          |                          |                          |  |  |            |            |            |
|  | 2                                    | St. Louis                    | 23                           |                                |              |                               |                                      |                                      |                                      |  |                          |                          |                          |  |  |            |            |            |
|  | 2                                    | St. Louis                    | 23                           | 3                              | Carolina     | 29                            |                                      |                                      |                                      |  |                          |                          |                          |  |  |            |            |            |
|  | 3                                    | Carolina                     | 29**                         | 3                              | Carolina     | 29                            |                                      |                                      |                                      |  |                          |                          |                          |  |  |            |            |            |
|  | 3                                    | Carolina                     | 29**                         | 6                              | Dallas       | 10                            |                                      |                                      |                                      |  |                          |                          |                          |  |  |            |            |            |
|  |                                      |                              |                              | 6                              | Dallas       | 10                            |                                      |                                      |                                      |  |                          |                          |                          |  |  |            |            |            |

* Sieg in der Verlängerung erreicht
** Sieg in der zweiten Verlängerung erreicht
Die Mannschaft mit der niedrigeren Setznummer hat Heimrecht und wird hier als erste genannt, im Gegensatz zur Praxis in den USA, wo die Gastmannschaft zuerst genannt wird.

## Super Bowl XXXVIII
Siehe auch Hauptartikel: Super Bowl XXXVIII
Der sportliche Teil des 38. Super Bowls geriet durch den als „Nipplegate“ bekannt gewordenen Vorfall während der Halbzeitshow fast in den Hintergrund.
Im Reliant Stadium in Houston konnten sich die New England Patriots gegen die Carolina Panthers durchsetzen.

## Auszeichnungen
| Most Valuable Player          | Peyton Manning, Quarterback, Indianapolis Colts Steve McNair, Quarterback, Tennessee Titans |
| Coach of the Year             | Bill Belichick, New England Patriots                                                        |
| Offensive Player of the Year  | Jamal Lewis, Runningback, Baltimore Ravens                                                  |
| Defensive Player of the Year  | Ray Lewis, Linebacker, Baltimore Ravens                                                     |
| Offensive Rookie of the Year  | Anquan Boldin, Wide Receiver, Arizona Cardinals                                             |
| Defensive Rookie of the Year  | Terrell Suggs, Linebacker, Baltimore Ravens                                                 |
| Comeback Player of the Year   | Jon Kitna, Quarterback, Cincinnati Bengals                                                  |
| Walter Payton Man of the Year | Will Shields, Guard, Kansas City Chiefs                                                     |